# Venezuela y la Corte Penal Internacional
En febrero de 2018, la Corte Penal Internacional (CPI) abrió un examen preliminar sobre posibles crímenes de lesa humanidad cometidos por autoridades de Venezuela desde al menos abril de 2017 en tiempo de paz. Un examen preliminar había sido abierto en 2006, pero fue cerrado después de concluir que los requisitos para abrir una investigación no se habían cumplido.
En mayo de 2018, un Panel de Expertos Independientes nombrado por la Secretaría General de la Organización de los Estados Americanos (OEA) concluyó existían fundamentos suficientes para sostener que en Venezuela se habían cometido crímenes de lesa humanidad desde al menos el 12 de febrero de 2014, y recomendó que el secretario general de la OEA, Luis Almagro, remitiera el informe y la evidencia recolectada a La Haya y que invitara a los Estados miembros del Estatuto de Roma para que remitieran la situación de Venezuela a la Oficina de la Fiscalía y que solicitaran la apertura de una investigación. El 27 de septiembre, seis Estados miembros del Estatuto de Roma: Argentina, Canadá, Colombia, Chile, Paraguay y Perú, refirieron la situación en Venezuela a la CPI, solicitando la apertura de una investigación.
En septiembre de 2020, la Misión Internacional Independiente de determinación de los hechos sobre Venezuela de las Naciones Unidas concluyó que las violaciones a los derechos humanos en el país consistían crímenes de lesa humanidad. El reporte de 443 páginas califica los delitos cometidos como de lesa humanidad y señala como responsables directos al presidente, Nicolás Maduro, a Diosdado Cabello, a los ministros de Interior Néstor Reverol, y Defensa, Vladimir Padrino López.
El 14 de diciembre de 2020, la Oficina de la Fiscalía publicó un informe, en las actividades anuales de la Oficina, declarando que había «fundamento razonable» para creer que desde al menos «abril de 2017 autoridades civiles, miembros de las fuerzas armadas e individuos a favor del gobierno han cometido crímenes de lesa humanidad» y que esperaba decidir en 2021 si abrir una investigación o no. En noviembre de 2021 el fiscal de la CPI, Karim Khan, anunció la apertura de una investigación sobre la situación en el país. En de marzo de 2024 la Corte Penal Internacional decide proseguir sus investigaciones contra el gobierno de Venezuela por posibles crímenes de lesa humanidad. En una especie de arrebato dos semanas después, mediante un comunicado emitido por la Cancillería de Venezuela, el gobierno de Maduro anunció la expulsión de todo el personal de la oficina en Caracas que representaba al Alto Comisionado de las Naciones Unidas para los DD.HH.

## Antecedentes
En 2004 el abogado penalista William Cárdenas Rubio fue uno de los primeros en denuciar ante la Corte Penal contra Hugo Chávez sobre los hechos violentos ocurridos en Venezuela en el año 2002. En esa oportunidad el examen preliminar del Fiscal arrojó en 2006, a su juicio, que las denuncias sobre crímenes de lesa humanidad y crímenes de guerra no satisfacían lo requerido por el Estatuto de Roma, como ataques generalizados o sistemáticos, como tortura, persecución y exterminio contra un sector de la población civil en tiempo de paz, para poder ser investigados por esa Fiscalía, la Oficina de la Fiscalía de la Corte Penal Internacional bajo la dirección del Fiscal Luis Moreno Ocampo recibió doce comunicados con respecto de la situación en Venezuela, la mayoría de ellos relacionados con crímenes presuntamente cometidos por el gobierno venezolano y grupos asociados,  incluyeron 45 víctimas de asesinato Sucesos de Puente Llaguno, 39 a 44 de prisión, 42 de tortura y un mayor número de víctimas de persecución, presuntamente cometidos antes del 1ro de julio del 2002 en relación con los incidentes ocurridos en el contexto del breve golpe de Estado de abril de 2002. Estos hechos ocurrieron antes de la competencia temporal de la Corte, pero el examen fue cerrado el 9 de febrero de 2006 al concluir que los requisitos de Estatuto de Roma para buscar autorización para iniciar una investigación en el país no habían sido satisfechos.
En noviembre de 2011, el economista y político venezolano Diego Arria presentó una denuncia en el CPI contra el mandatario Hugo Chávez. Arria estuvo dos años preparando y documentando su denuncia, aportando medio centenar de páginas con entrevistas a las víctimas y declaraciones propias de Chávez.
En junio de 2012 toma el cargo la fiscal de la Corte Penal Internacional Fatou Bensouda quien al dejar el cargo nueve años después, en 2021 queda el caso de Venezuela en situación de examen preliminar, el mensaje de Bensouda refleja que “hay méritos suficientes para abrir una investigación por crímenes de lesa humanidad cometidos en Venezuela”. Destacó además que el cambio del fiscal “no paraliza el proceso y que se espera un pronto pronunciamiento”.

## Examen preliminar

### 2018
En febrero de 2018, la CPI anunció la apertura de un examen preliminar sobre presuntos crímenes de lesa humanidad cometidos por autoridades venezolanas desde al menos abril de 2017. En mayo de 2018, un Panel de Expertos Internacionales Independientes nombrado por la Secretaría General de la Organización de los Estados Americanos (OEA) concluyó que existían fundamento suficiente para sostener que crímenes de lesa humanidad se habían cometido en Venezuela desde al menos el 12 de febrero de 2014, y recomendó que el secretario general de la OEA, Luis Almagro, remitiera el informe y la evidencia recolectada por la Secretaría General de la OEA a la Oficina de la Fiscalía de la CPI y que invitara a los Estados miembros del Estatuto de Roma para que tanto remitieran la situación de Venezuela a la Oficina de la Fiscalía como que solicitaran la apertura de una investigación a los hechos recogidos en el informe, de acuerdo a los establecidos en el artículo 14 del Estatuto de Roma.
El 27 de septiembre de 2018, seis Estados miembros del Estatuto de Roma: Argentina, Canadá, Colombia, Chile, Paraguay y Perú, refirieron la situación en Venezuela desde al menos el 12 de febrero de 2014 a la CPI, solicitando a la fiscal Fatou Bensouda a iniciar una investigación sobre crímenes de lesa humanidad presuntamente cometidos en el territorio. El 28 de septiembre, la Presidencia de la Corte asignó la situación a la Sala de Cuestiones Preliminares I. Esta fue la primera vez en la historia de la Corte que Estados miembros solicitaban una investigación a potenciales crímenes cometidos enteramente en el territorio de otro país. El 8 de diciembre fueron designados tres jueces en el caso de Venezuela para iniciar un proceso penal contra Nicolás Maduro en la Corte Penal Internacional. Mediante comunicación suscrita por el juez Chile Eboe-Osuji quien preside la CPI, fueron designados los jueces Péter Kovács de Hungría, el francés Marc Perrin de Brichambaut y la beninesa Reine Alapini-Gansou quienes conforman la Primera Sala de Cuestiones Preliminares de la CPI.

### 2020
El canciller de Nicolás Maduro, Jorge Arreaza, realizó una denuncia en la CPI contra los Estados Unidos el 13 de febrero de 2020, alegando que la política de sanciones había resultado en crímenes de lesa humanidad. La fiscal Bensouda declaró que informó a la presidencia de la CPI de la remisión de acuerdo con las regulaciones de la corte para permitir la asignación de la situación a una Sala de Cuestiones Preliminares, observando que ambas remisiones «parecen solapar geográficamente y temporalmente y por lo tanto puede exigir la designación a la misma Sala de Cuestiones Preliminares», pero «que esto no tendría que perjudicar una determinación más tardía encima si el alcance referido de las dos situaciones es suficientemente enlazado para constituir una situación sola». El 19 de febrero, la CPI resignó la situación de Venezuela a la Sala de Cuestiones Preliminares III.
En septiembre, la Misión Internacional Independiente de determinación de los hechos sobre Venezuela de las Naciones Unidas publicó sus hallazgos, habiendo concluido que las violaciones a los derechos humanos consistían en crímenes de lesa humanidad y citando evidencia de ejecuciones extrajudiciales, desapariciones forzadas, torturas y detenciones arbitrarias en el país desde al menos 2014. Los autores solicitaron más acciones de la Corte Penal Internacional, al igual que justicia y reparaciones para las víctimas y para sus familiares.
El 2 de diciembre, la Secretaría General de la Organización de los Estados Americanos publicó un informe de 145 páginas expandiendo el informe del Panel de Expertos Independientes que concluyó que había una base razonable para creer que crímenes de lesa humanidad habían sido cometidos en Venezuela, observando que desde 2018 los crímenes de lesa humanidad en Venezuela habían aumentado en escala, alcance, y severidad, mientras que criticaba el fracaso de la Fiscalía de la CPI para realizar su examen preliminar de manera expedita y abrir una investigación «a pesar de evidencia abrumadora de crímenes dentro de la jurisdicción de la Corte». Dos días después, la Oficina de la Fiscalía respondió que tenía conocimiento y que estudiaría el informe de la Organización de Estados Americanos y aseguró que la Oficina buscaba "completar los exámenes preliminares en el menor tiempo posible", pero lamentando "el tono y la forma del informe" y declarando que la Fiscalía y la Oficina «no permitiría que intentos externos» interfirieran con el proceso. El secretario general de la OEA, Luis Almagro, respondió poco después, declarando que la OEA entendía el debido proceso y que tenía «el máximo respeto» por la Corte Penal Internacional, pero que tres años era demasiado tiempo "no para la OEA", pero si para las víctimas en Venezuela.
El 14 de diciembre, la Oficina de la Fiscalía publicó un informe en las actividades anuales de la Oficina, declarando que había "fundamento razonable" para creer que al menos "desde abril de 2017 autoridades civiles, miembros de las fuerzas armadas e individuos a favor del gobierno habían cometido los crímenes de lesa humanidad, de encarcelación u otra privación grave de la libertad física en violación de normas fundamentales de derecho internacional" y que esperaba decidir en 2021 si abrir una investigación o no.

### 2021

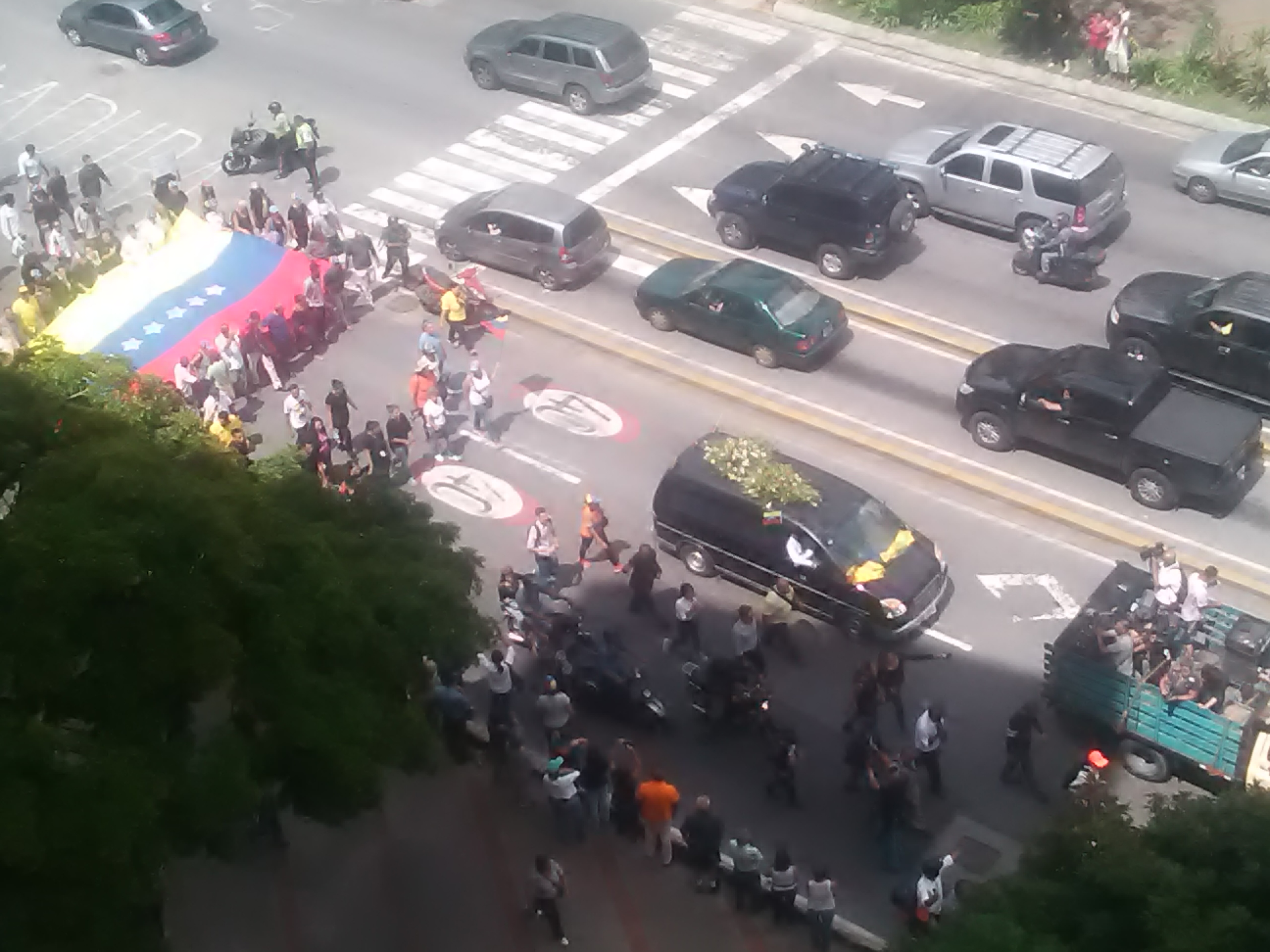
Carroza fúnebre de Fernando Albán Salazar.

En mayo de 2021, el fiscal general de Venezuela, Tarek William Saab, admitió que Fernando Albán Salazar, concejal de Caracas que había muerto en 2018 mientras se encontraba detenido en la sede del Servicio Bolivariano de Inteligencia Nacional (SEBIN), no se había suicidado, como había sido reportado inicialmente por funcionarios gubernamentales, sino que había sido asesinado y que, durante las protestas en Venezuela de 2017, el estudiante Juan Pablo Pernalete había sido asesinado con una bomba lacrimógena por fuerzas de seguridad, algo que inicialmente había sido negado por funcionarios del gobierno.

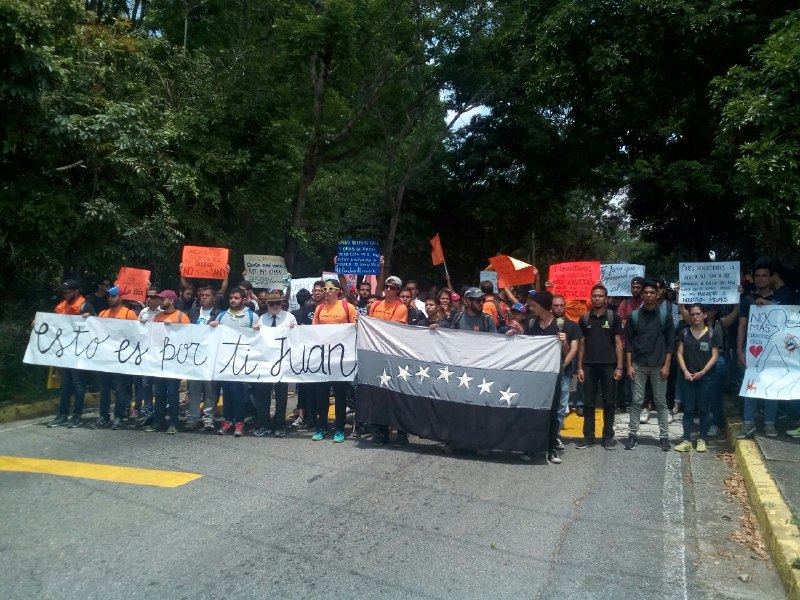
Marcha silenciosa en honor a Juan Pablo Pernalete.

William Saab también acusó de que «falta transparencia» en el proceso de la CPI. La vicepresidenta del gobierno, Delcy Rodríguez, calificó el caso contra Venezuela de la CPI como una "gran farsa". La Asamblea Nacional opositora encabezada por Juan Guaidó declaró que William Saab buscaba impedir que la CPI actuara y condenó que la cadena de mando no estuviera investigada.
El mismo mes Argentina se retiró de la demanda que interpuso contra el gobierno venezolano ante la CPI. La decisión fue criticada por Amnistía Internacional y la Asamblea Nacional de Venezuela presidida por Juan Guaidó. Human Rights Watch declaró que la decisión no influiría en el proceso de la Corte Penal. El 27 de mayo, la ONG PROVEA denunció una «campaña de ataques» por parte del gobierno contra la CPI a pocas semanas de que la Corte decidiera sobre la apertura de una investigación formal sobre los crímenes cometidos en el país, señalando entre los promotores de la campaña a Tarek William Saab, quien afirmó que la CPI «utiliza como fuente de información tuits generados por bots con aseveraciones falsas».
A pocas horas de que culminara su periodo como fiscal de la CPI, Fatou Bensouda, en junio, informó haber llegado a una decisión final sobre el examen preliminar de Venezuela y que se había preparado para anunciar sus conclusiones a los Estados miembros remitentes del caso. Sin embargo, explicó que debido a un recurso interpuesto por Tarek William Saab ante la Sala de Cuestiones Preliminares, la cual se había apoderado de la competencia, decidió esperar su decisión sobre la solicitud del gobierno antes de realizar otro anuncio, e informó que la decisión final sobre la apertura de una investigación formal quedaría en manos de su sucesor, Karim Khan, quien asumiría el cargo el 16 de junio.
El 2 de julio, la Sala de Cuestiones Preliminares de la Corte desestimó una solicitud de «control judicial» presentada por Tarek William Saab, quien alegó una supuesta falta de complementariedad y colaboración de la Fiscalía de la Corte con Venezuela. La Sala desestimó el recurso su improcedencia y por ser abiertamente prematuro. El 10 de agosto la Sala de Cuestiones Preliminares publicó un documento, fechado el 15 de junio, donde la fiscal Bensouda concluye que existían bases razonables para sostener que en el país se habían cometido algunos de los delitos tipificados en el Estatuto de Roma y que la inacción de las autoridades para castigar a los responsables permitían la posibilidad de que se abriera una investigación.
El 30 de octubre el fiscal de la CPI Karim Khan realiza su primera visita a Venezuela por 3 días. El 2 de noviembre Karim Khan informó que la CPI terminó el examen preliminar y abriría formalmente una investigación en Venezuela por crímenes de lesa humanidad. Los representantes tanto Nicolás Maduro como Khan firmaron en el palacio presidencial de Miraflores un acuerdo de colaboración. Venezuela se convirtió en el primer país de América Latina en el que la CPI abrió una investigación formal, luego de que el fiscal británico Karim Khan anunciara la apertura del caso conocido como "Venezuela I"

## Investigación

### 2022
El 17 de enero de 2022, la Oficina de la Fiscalía indicó que la administración de Nicolás Maduro tenía tres meses para presentar su informe sobre las investigaciones realizadas sobre los crímenes de lesa humanidad cometidos en el país. El 7 de abril, Tarek William Saab aseguró que «no hace falta» una investigación de la Corte Penal Internacional.
En febrero la Fundación Clooney para la Justicia (CFJ, por sus siglas en inglés), presidida por Amal Clooney, abogada y también esposa del actor George Clooney, inició un programa bautizado como The Docket para reunir evidencias de crímenes de lesa humanidad en Venezuela y apoyar a la investigación de la CPI. En marzo de 2022, durante la segunda visita del fiscal Karim Khan a Venezuela, se suscribe un acuerdo con el gobierno venezolano para abrir una oficina de la Corte en Caracas.
Después de fallar en aportar la información requerida, en un intento de retrasar la investigación de la CPI, Venezuela le pidió el 15 de abril a Karin Khan que su oficina aplazara la investigación sobre posibles crímenes de lesa humanidad, alegando que las instituciones estatales estaban investigando o habían investigado dichos crímenes. El 20 de abril, Khan informó a un panel de jueces de la Corte sobre la solicitud de Venezuela, declarando que su oficina pediría a los jueces rechazar la solicitud.
En julio la Asamblea Nacional de mayoría oficialista designó a Calixto Ortega Ríos, exmagistrado del Tribunal Supremo de Justicia, como embajador ante la CPI. En octubre el exdiputado Walter Márquez sostuvo que existía un retardo procesal en la Sala 1 de Asuntos Preliminares, presidida por la magistrada mexicana Socorro Flores Liera, después de transcurrir un plazo razonable para decidir sobre el recurso.
El 1 de noviembre Karim Khan pidió a la Sala de Cuestiones Preliminares reanudar la investigación, después de que Venezuela solicitara un aplazamiento con el argumento de que se realizaran pesquisas relacionada. Khan declaró que a pesar de que se realizaran reformas legales para mejorar el sistema de justicia, las medidas de Venezuela continuaban siendo insuficientes y sostuvo que el aplazamiento a la investigación era injustificado. El segundo gobierno de Nicolás Maduro rechazó la solicitud de Khan y lo acusó de «parcialidad y politización».
El 3 de noviembre, la Oficina de Defensa Pública para las Víctimas de la Corte introdujo una solicitud para que las opiniones e inquietudes de las víctimas se remitieran directamente a la Sala de Cuestiones Preliminares I, sin tener que pasar antes por la Sección de Reparación y Participación de las Víctimas. La solicitud se realizó junto con cuatro abogados venezolanos, incluyendo a Alfredo Romero y al abogado de Leopoldo López, Juan Carlos Gutiérrez. En respuesta a la solicitud de la fiscal, el Estado venezolano envió el 10 de noviembre un documento en el que se opone a la participación directa de las víctimas y sus representantes y solicita que la investigación se limita a los resúmenes preparados por la Oficina del Defensor Público para las Víctimas de la CPI y sólo a los casos presentados por la Fiscalía. En el documento, Venezuela también pide a los jueces de la CPI que no permitan la participación en el proceso de Canadá, Colombia, Chile, Paraguay y Perú, los Estados miembros que remitieron la situación de Venezuela a la Corte. La ONG PROVEA advirtió que el comunicado formaba parte de la estrategia dilatoria del gobierno de Maduro para paralizar por el mayor tiempo posible la investigación de la fiscal de la CPI, expresando: «Esta comunicación ratifica el desprecio de las autoridades venezolanas por las víctimas y sus reclamos de justicia, así como su escasa voluntad de cumplir genuinamente con el principio de complementariedad». La Sala de Cuestiones Preliminares invitó a las víctimas y a sus representantes legales a introducir sus posiciones sobre la solicitud del fiscal, y le pidió a la Sección de Reparación y Participación de las Víctimas a recopilar dichas comunicaciones y a incluirlas junto al informe. La Sala también sentenció que la solicitud de Venezuela para impedir la participación de los Estados partes «carecía de legitimación activa».

### 2023
El 28 de febrero el gobierno venezolano publicó un comunicado en el que califica de «falacias» las acusaciones en su contra y negó que hayan ocurrido crímenes de lesa humanidad en el país, argumentando que la investigación ha tenido un «carácter político». La ONG Control Ciudadano advirtió que dichas acciones por parte del gobierno de Maduro buscaban desacreditar a la Fiscalía de la CPI y que evidenciaba que el tribunal internacional debía ejercer su jurisdicción sobre los casos de su investigación. El fiscal Karim Khan respondió a las acusaciones el 1 de marzo, declarando en un comunicado que la afirmación del gobierno de que no se hayan cometido crímenes de lesa humanidad no tiene fundamento ni pruebas suficientes y que las autoridades venezolanas no habían demostrado de que se hubieran realizado investigaciones o juicios a nivel nacional que reflejaran el alcance de la investigación en curso de la Corte. La Sala de Cuestiones Preliminares le pidió a Venezuela presentar una respuesta que no excediera diez páginas, teniendo como fecha límite el 20 de abril. El 13 de marzo, la Corte Penal Internacional anunció que había recibido más de 2.000 formularios de víctimas con respecto a la consulta sobre si continuar o no la investigación. Ante la gran cantidad de testimonios recibidos, la Corte amplió el límite de tiempo para recibir formularios del 21 de marzo para el 20 de abril. El 30 de marzo la Fiscalía de la CPI emitió un documento público en el que responde a las observaciones presentadas por Venezuela para la reanudación de la investigación por presuntos crímenes de lesa humanidad, y aseguró que el país "no presenta pruebas o información concreta".
El 1ro de abril el fiscal Karim Khan desestima las protestas del Gobierno venezolano y manifiesta que continuará sus investigaciones.El 3 de abril el gobierno de Nicolás Maduro acusó al fiscal Karim Khan de «instrumentalizar» la justicia «con fines políticos». La Corte Penal Internacional informó a Venezuela que tiene hasta el 20 de abril para presentar una réplica que no exceda las diez páginas a los argumentos dados por el fiscal Karim Khan para desestimar las denuncias contra el Gobierno venezolano. El 20 de abril la Corte anunció que el proceso de consulta contó con una «amplia participación» y que las solicitudes incluyeron 8.900 víctimas, 630 familias y a dos organizaciones. La Sección para la Participación de las Víctimas y las Reparaciones recibió 1.875 solicitudes con sus opiniones e inquietudes, que incluyeron 1.746 formularios, 5 videos y 124 correos electrónicos u otros documentos escritos.
El 24 de abril el gobierno venezolano condiciona el diálogo en México con la Plataforma Unitaria si le suspenden la investigación que le sigue la Corte Penal Internacional. Además, Maduro pidió la liberación de Alex Saab, la eliminación de sanciones y que EE UU le depositen los 3,200 millones incautados en cuentas del exterior que le prometieron en México. El jefe de la delegación oficialista en las negociaciones en México, Jorge Rodríguez, pidió que se detuviera la investigación en la Corte Penal Internacional, declarando que uno de los objetivos que tenía el diálogo con la oposición era solicitar la detención de los procesos judiciales contra el país.
La información compartida por las víctimas fue recopilada por la Sección en un reporte de 57 páginas y publicado al día siguiente. El reporte describe que las víctimas pidieron de manera «abrumadoramente» mayoritaria que la Corte continuara con la investigación, que sostienen que la justicia en Venezuela no estaba dispuesta a investigar genuinamente las violaciones a los derechos humanos,  y describe testimonios de detenciones arbitrarias, tortura, violación y persecución. El canciller venezolano Yván Gil le pidió a la Sala de Cuestiones Preliminares tiempo hasta el 30 de mayo para responder a las solicitudes. La Sala rechazó la solicitud el 8 de mayo, sentenciando que no era el momento procesal para ello y que en la etapa actual de la investigación ninguna víctima había sido admitida para participar todavía.
El 8 de junio Karim Khan realizó una tercera visita en Venezuela, donde se reunió con el fiscal general de Maduro, Tarek William Saab. La reunión se sostuvo en la sede del Ministerio Público, en Caracas, y la prensa local no tuvo acceso a la misma. Khan también se reunió con Gladys Gutiérrez, presidenta del Tribunal Supremo de Justicia de Venezuela, y de manera privada con Nicolás Maduro, en el palacio presidencial de Miraflores; donde firmaron un memorando de entendimiento para concretar la conformación de una oficina de la fiscalía de la CPI en el país, aunque sin una fecha pública concreta. Organizaciones de derechos humanos cuestionaron la opacidad en torno a la visita. Durante la visita también se confirmó el acuerdo para abrir una oficina de la CPI en Caracas.
Alí Daniels, codirector de la ONG Acceso a la Justicia, sostuvo que la instalación de la oficina no afectaría el curso de la investigación de la Corte. Organizaciones no gubernamentales solicitaron que el acuerdo de la instalación se hiciera público.
El 27 de junio la Sala de Cuestiones Preliminares autorizó al fiscal Khan a continuar las investigaciones sobre crímenes de lesa humanidad en Venezuela. La Sala determinó que las investigaciones internas en Venezuela no abordaban adecuadamente la magnitud del caso y que presentaban períodos injustificados de inactividad.
El gobierno de Nicolás Maduro apeló la decisión el 5 de julio, impugnación que fue rechazada por la Sala el 21 de julio. Mientras el 31 de julio el Fiscal Tarek William Saab insiste en que en Venezuela no se necesita la CPI, el exfiscal venezolano del Ministerio Público Zair Mundaray indicó la falta de justicia, al denunciar que los dos efectivos del Servicio Bolivariano de Inteligencia Nacional Keiberth Cibelli Moreno y Miguel Dos Santos Rodríguez acusados por el asesinato del concejal de Primero Justicia Fernando Albán Salazar se encuentran en libertad desde febrero de 2022, caso emblemático presentado ante la CPI.
El 12 de octubre, la Sala de Apelaciones de la CPI integrada por los magistrados Marc Perrin de Brichambaut, Piotr Hofmański, Luz del Carmen Ibáñez Carranza, Solomy Balungi Bossa y Gocha Lordkipanidze decidió en su auto número 02/18-65 que se celebrara audiencias entre el 7 y 8 de noviembre de 2023 en La Haya, durante las audiencias se escuchará los argumentos a favor y en contra de paralizar las investigaciones que la Fiscalía dirigida por Karim Khan en relación con los crímenes de lesa humanidad presuntamente ocurridos en Venezuela.
El 7 de noviembre se realizó la primera audiencia en la CPI. Ben Emmerson, representante del Estado venezolano, argumentó que los aspectos referentes al principio de complementariedad en el Estatuto de Roma no han sido respetados y que las comunicaciones enviadas a Venezuela no incluyen suficiente información detallada. El fiscal Karim Khan acusó al Gobierno de Maduro de inundar a la CPI con «información irrelevante», «La posición de las víctimas es muy clara. Venezuela no investiga ni investigará los crímenes hacia sus familiares y amigos» fueron las aclaratorias durante la primera audiencia.
El 8 de noviembre se realizó la segunda audiencia en la CPI en respuesta al gobierno venezolano a su solcitud para decidir sobre el recurso presentado en julio pasado ante la Sala de Apelaciones por la decisión de la Sala de Cuestiones Preliminares que autorizó al fiscal Karim Khan a continuar la investigación por crímenes de lesa humanidad en Venezuela. La Fiscalía de la CPI recordó que el régimen de Maduro ha tenido una actitud de negar la existencia de crímenes de lesa humanidad presentado más de 9.000 casos de violación de derechos humanos. Sobre si las investigaciones y acusaciones a nivel nacional, de crímenes sexuales y basados en género, tratamiento cruel, contra la vida y la salud. La Fiscalía de la CPI recordó que el régimen de Maduro ha tenido una actitud de negar la existencia de crímenes de lesa humanidad. Venezuela presentó 124 incidentes de los cuales 113 se encuentran en fase de investigación, habiendo conseguido individualizar como posible responsable a 166 funcionarios públicos, registrando avances significativos; hay 3 en fase intermedia, es decir con una acusación formal; 3 en fase de juicio; y 5 condenas que se corresponden con 14 funcionarios públicos condenados», dijo el abogado por Venezuela Aitor Martínez Jiménez.
El abogado británico Ben Emmerson (Ven), reconoció que «ninguno de esos casos se ha cerrado o ha concluido completamente, ninguna de estas investigaciones han acabado, a raíz de las alegaciones tan importantes que suponen y son objetos de investigación continua». la Fiscalía de la CPI informó que de los 62 casos reportados por el régimen han visto que «47 de ellos no se identificaron a los perpetradores, es decir 3/4 partes no se identificaron. También en 57 casos estaban en la fase preparatoria, es decir la primera fase del procedimiento donde todavía no ha habido una acusación formal. Y para 21 casos la Fiscalía vio que era una caracterización jurídica inadecuada», destacó que en los 62 casos que el régimen suministró documentación, se procesaba era a autores directos o de bajo nivel, y no a la cadena de mando. La Fiscalía de la CPI recordó que el régimen de Maduro ha tenido una actitud de negar la existencia de crímenes de lesa humanidad. Sobre si las investigaciones y acusaciones a nivel nacional, de crímenes sexuales y basados en género, el abogado respondió «No hay ninguna exigencia de que las investigaciones y enjuiciamientos naciones cubran las mismas cualificaciones jurídicas o elementos de los crímenes sexuales y de género en el Estatuto de Roma». Por su parte, la Fiscalía de la CPI informó que tras concluir su examen preliminar identificó crímenes sexuales y de género contra más de 100 personas, que fueron notificados al Estado venezolano. Explicó que de la información suministrada por el régimen, solo había un caso referido a violación y no se calificaba como un delito sexual en el procedimiento nacional, sino como tratamiento cruel. La Sala Preliminar de la Corte Penal Internacional concluyó que Venezuela “no está investigando o no ha investigado los hechos penales que podrían constituir crímenes de lesa humanidad”, durante la audiencia.
El 14 de noviembre la Corte Penal Internacional celebró el primer cara a cara en el caso sobre los presuntos crímenes de lesa humanidad ocurridos en Venezuela. Los abogados internacionales contratados por el Estado venezolano, entre los cuales figura el británico Ben Emmerson, aseguraron que en Venezuela no han ocurrido crímenes de lesa humanidad. Una visión que no comparten instancias internacionales como la Misión Internacional Independiente de Determinación de los Hechos para Venezuela (MIIDHV) o el panel de expertos y la Secretaría General de la Organización de Estados Americanos (OEA).

### 2024
El 7 de febrero la Sala de Apelaciones de la Corte rechazó la apelación iniciada en agosto de 2022 por el gobierno venezolano contra la reanudación del caso por represión en protestas argumentando que la cuestión debía dirimirse en su propio sistema judicial. La Sala rechazó de manera unánime la apelación del gobierno venezolano presentada en noviembre de 2023 y decidió que se continuara con la investigación en el país sobre crímenes de lesa humanidad. Rechaza las apelaciones y confirma la decisión impugnada", dijo el juez Marc Perrin de Brichambaut al tribunal con sede en La Haya. Por parte del gobierno de Venezuela, considera “infundada” la decisión y acusa a la CPI de responder a intenciones políticas, el Fiscal Tarek Willian Saab rechazó la decisión de la CPI,  dijo por su parte, que «en Venezuela no se han cometido delitos de lesa humanidad», en cambio, el fiscal de la CPI aplaudió el fallo, que confirma, según él, que «los procedimientos penales nacionales del gobierno de Venezuela no reflejan suficientemente el alcance de la investigación».
El 22 de abril el Fiscal de la CPI Karim Khan llega en su cuarta visita a Cracas, Venezuela para aperturar la oficina que fue anunciada durante su tercera visita y seguir avanzando en las investigaciones sobre presuntos crímenes de lesa humanidad en apego a respetarse el principio de complementariedad a la justicia venezolana, que no la sustituye y solo puede intervenir si el Estado no investiga. Karim Khan se reunió con Nicolás Maduro y Delcy Rodríguez, posteriormente con Jorge Rodríguez en la Asamblea Nacional.  "Después de esta reunión estaré abriendo una oficina en Venezuela. No es una oficina secreta, no trabajo ilegalmente ni clandestinamente. En términos de estas decisiones, estamos abriendo una oficina por el apoyo y acuerdo con Venezuela", dijo.
Durante la Mesa de trabajo entre el fiscal Karim Khan y los diferentes poderes púbicos del gobierno venezolano en la Asamblea Nacional, Jorge Rodríguez Gómez detalló que desde 2021 se han sancionado seis importantes leyes, y reformas como: «Ley orgánica de la reforma parcial al Código Orgánico Procesal Penal»,  «Ley orgánica de la reforma parcial al Código Orgánico de Justicia Militar» y el «Código de Justicia Militar» que consta de 593 artículos.  También se aprobaron, la «Ley Orgánica de Amparo de la Libertad y la Seguridad Personal», la Ley de Protección de Víctimas, Testigos y demás Sujetos Procesales, se aprobó la «Reforma la Ley del Estatuto de la Función Policial», «Ley de Reforma del Código Orgánico Penitenciario»  y la Ley para el Respeto de los Derechos Humanos en el Ejercicio de la Función Pública. Nicolás Maduro en diálogo con Karim Khan en el Palacio de Miraflores invita a volver a los representantes de la oficina de la ONU-DDHH  para recibir al enviado del alto comisionado, Volker Türk, expulsados de Venezuela el 15 de febrero de este año. Khan agradece el compromiso de Nicolás Maduro para permitir que la "Oficina del Alto Comisionado de la ONU regrese a Venezuela" agrega enviar una delegación de la fiscalía en tres semanas para instalar "una oficina Técnica de la Fiscalía". El 23 de abril fue inaugurada por el fiscal durante su cuarta visita la "oficina Técnica de la Fiscalía", «Mi equipo va a regresar en un plazo de tres semanas para interactuar con sus expertos (del Gobierno) y podamos trabajar desde el punto de técnico en capacitación y apoyo (…) para que Venezuela pueda seguir resolviendo los problemas que existen», anunció el jurista Kham. La sede de las oficinas está ubicado en la Torre Parque Ávila en la avenida Francisco de Miranda urbanización Los Palos Grandes, Municipio Chacao.
El 9 de septiembre una fundación venezolana Arcadia solicitó la recusación del fiscal Karim Khan por presunto conflicto de intereses en el caso de la  Corte Penal Internacional contra Venezuela. La relación familiar con la abogada Venkateswari Alagendra, quien es cuñada de Khan, formó parte del equipo legal que representó al Estado venezolano en la apelación que introdujo ante la Sala de Apelaciones en julio de 2023 para intentar frenar las investigaciones de la Fiscalía de la CPI por presuntos crímenes de lesa humanidad. Khan ha solicitado a la Sala de Apelaciones que declare inadmisible la recusación exponiendo diferentes argumentos. Arcadia sostiene una persistente dilación del proceso. Hasta el 15 de septiembre aun no se había restablecido la "Oficina técnica del Alto Comisionado de la ONU regrese a Venezuela" así lo hizo saber el representante de Uruguay ante el Consejo de Derechos Humanos de la Organización de las Naciones Unidas.
El 24 de noviembre la Oficina de Defensa de las Víctimas (OPDV) de la Corte Penal Internacional exigió a Karim Khan acelerar investigación sobre el caso “Venezuela I”, se ha abierto un procedimiento por la Sala de Apelaciones para tramitar un escrito de la Fundación Arcadia recusando al Fiscal, Karim Khan, por la participación de la cuñada de este, dentro del equipo de abogados que defendió al Estado ante la Sala de Apelaciones.
Luego de la protesta internacional global del 1 de diciembre de 2024 contra la inacción del Fiscal Karim Khan, durante la 23° sesión de la Asamblea de los Estados partes de la Corte Penal Internacional, Karim Khan abordó el tema de Venezuela denunciando a Nicolás Maduro de no haber cumplido de permitir la entrada a la oficina del Alto Comisionado para los Derechos Humanos, informó que las investigaciones “están activas y estamos trabajando en estrecha colaboración con una variedad de socios para cumplir con nuestras responsabilidades”, pidió por la libertad de los presos políticos sin demoras en especial con los niños y jóvenes adolescentes, Khan sostuvo que el Estado venezolano debe cooperar de manera “más tangible” con su oficina y advirtió que el mecanismo de cooperación entre el sistema de Justicia venezolano y la CPI corre peligro. Agregó "la complementariedad no puede ser una historia interminable", “No he visto la implementación concreta que esperaba de leyes y prácticas en Venezuela. Quiero dejar claro que la pelota está en el lado de la cancha de Venezuela y que la vía de la complementariedad se está quedando sin camino”. El 13 de diciembre Renuncia de asesor de derechos humanos de la CPI Claudio Grossman que pone en duda la actuación de Karim Khan en el caso de Venezuela, Grossman renunció alegando inconformidad con la demora en la investigación a las violaciones de derechos humanos denunciadas en dicho país.

### 2025
El 10 de febrero la Sala de Apelaciones de la CPI rechazó la recusación contra el fiscal Karim Khan presentada por la Fundación Arcadia o Robert Carmona-Borjas hecha en noviembre de 2024, alegando un conflicto de intereses por los vínculos familiares del fiscal Khan con la abogada Venkateswari Alagendra, contratada por el Estado venezolano y Nicolás Maduro para representarlos, por no formar parte del proceso de investigación y tampoco ejercen la representación de alguna víctima.